# Palau de Hampton Court

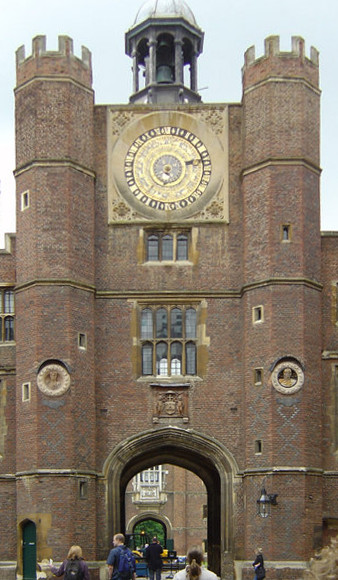
Porta d'Anna Bolena.

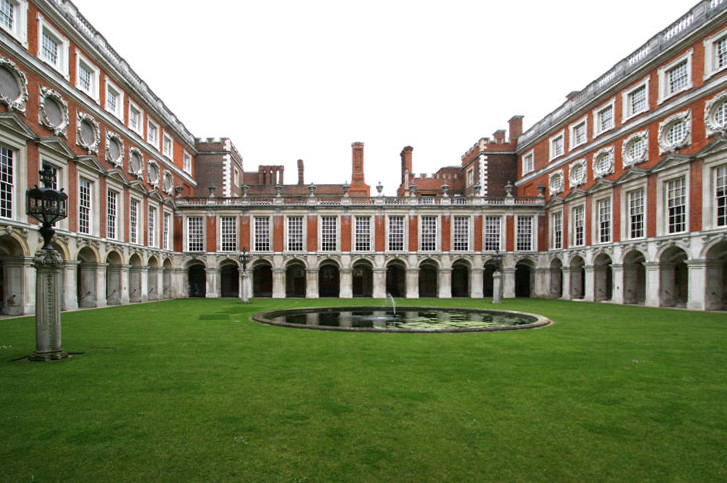
La Fountain Court dissenyada per Sir Christopher Wren (E en el plànol)

El Palau de Hampton Court, en anglès: Hampton Court Palace és un palau reial ubicat al London Borough of Richmond upon Thames, Greater London, al comtat històric d'Anglaterra de Middlesex i dins el codi postal (postal town) d'East Molesey a Surrey; no hi viu la família reial britànica (British Royal Family) des del segle xviii. Aquest palau es troba a 7 km alsud-oest de Charing Cross un rierol del riu Thames al central London. Originàriament va ser construït pel Cardenal Thomas Wolsey, un favorit (favourite) del rei Enric VIII, aproximadament l'any 1514; l'any 1529, quan Wolsey va perdre la seva condició de favorit, aquest palau va passar al rei, qui l'engrandí.
Al segle següent, el rei Guillem III el va refer i el va expandir molt, tot tractant de rivalitzar amb el recent construït de Versailles. Els treballs s'acabaren el 1694, deixant el palau de Hampton Court amb dos estils arquitectònics, l'estil Tudor i el Barroc. Malgrat haver-hi en el palau dos estils el que el fa més característic és l'ús de maons rosats i un equilibri simètric en les ales de l'edifici.
Junt amb el St. James's Palace, aquest és l'únic dels dos palaus que perviuen dels molts que tenia el rei Enric VIII.
Actualment, aquest palau està obert al públic i és un atractiu turístic, s'hi arriba fàcilment per tren amb l'estació Waterloo Station del central London i per Hampton Court railway station a l'East Molesey, en la zona 6 de Transport for London. Té cura del palau la institució Historic Royal Palaces, la qual no rep fons econòmics ni del Govern ni de la Corona.
A part del mateix Palau i els seus jardins, altres punts d'interès pels visitants inclouen el famós laberint, el real tennis court i l'enorme planta de vinya, que es creu que és la més gran del món.
Al palace's Home Park cada any s'hi celebra el Hampton Court Palace Festival i la mostra de flors Hampton Court Palace Flower Show.